# Ненад Стойкович
Ненад Стойкович (сербохорв. Nenad Stojković, серб. Ненад Стојковић, нар. 26 травня 1956) — югославський футболіст, що грав на позиції центрального захисника. Футболіст року в Югославії (1978).
Виступав за «Партизан», а також ряд французьких клубів. У складі національної збірної Югославії був учасником чемпіонату світу та Європи.

## Клубна кар'єра
Вихованець школи белградського «Партизана», вступив в його академію в віці 16 років. В основному складі дебютував в сезоні 1974/75. За першу команду «гробарів» грав протягом 10 років, зігравши загалом 492 зустрічі та забивши 30 голів в усіх турнірах. Виступав на позиції захисника, хоча міг грати і в центрі півзахисту. Відрізнявся високою швидкістю для захисника і відмінно грав головою. Часто організовував результативні атаки команди. У складі столичної команди тричі ставав чемпіоном Югославії в сезонах 1975/76, 1977/78 і 1982/83, а також виграв Кубок Мітропи в 1978 році. В тому ж році був визнаний футболістом року в Югославії.
У 1984 році він досяг 28-річного віку, встановленого югославськими футбольними правилами для переходу за кордон, після чого підписав контракт з «Монако». Там югослав сформував пару центрбеків спочатку з Абдаллою Льєжоном, а потім Хуаном Сімоноом і у першому ж сезоні з командою Князівства посів 3 місце у французькому чемпіонаті та став володарем Кубка Франції, а в кінці 1985 року здобув і суперкубок країни.
Після ще одного сезону у складі монегасків, в якому команда лишилась без трофеїв, 1986 року Ненад перейшов у «Монпельє», який грав у Дивізіоні 2. Клуб фінішував першим у групі В другого дивізіону сезону 1986/87, а Ненад Стойкович був одним із лідерів тієї команди, якій допоміг вийти до еліти. Кріи того клуб також виграв трофей чемпіонів Дивізіону 2, обігравши переможця іншої групи, «Ніор». Наступного року в парі з новачком Жуліо Сезаром, Стойкович допоміг команді сенсаційно посісти третє місце в Дивізіоні 1, що дозволило клубу грати в Кубку УЄФА наступного року.
Тим не менш у єврокубках югослав так і не зіграв, оскільки 1988 року перейшов у «Мюлуз», з яким наступного року також виграв другий дивізіон і вийшов до еліти. Наступного року, однак, клуб вилетів з Дивізіону 1, а Ненад Стойкович залишив клуб.
У сезоні 1990/91 Стойкович виступав у вищому дивізіоні за «Нансі», допомігши йому посісти 17 місце та врятуватись в еліті, а завершив ігрову кар'єру у команді «Ам'єн» з другого французького дивізіону, за яку виступав протягом 1991—1992 років. Всього у французьких командах Стойкович зіграв 266 матчів чемпіонату і забив 13 голів.
Після закінчення кар'єри гравця він став тренером, працював у «Монпельє», а потім у «Канні». У 2003 році недовго був головним тренером «Канна», що виступав у Лізі Насьйональ.

## Виступи за збірну
У 1976—1978 роках виступав за молодіжну збірну Югославії, провівши 17 матчів.
26 липня 1977 року дебютував в офіційних іграх у складі національної збірної Югославії в матчі проти Бразилії в Белу-Орізонті (0:0).
У складі збірної був учасником чемпіонату світу 1982 року в Іспанії. Там він був основним гравцем і зіграв у всіх трьох іграх — з Північною Ірландією (0:0), Іспанією (1:2) та з Гондурасом (1:0), але югослави не вийшли з групи.
17 листопада 1982 року Стойкович забив свій єдиний гол за збірну у ворота збірної Болгарії, який дозволив югославам кваліфікуватися у фінальну частину чемпіонату Європи 1984 року у Франції. Там він також зіграв у трьох іграх — з Бельгією (0:2), з Данією (0:5) та з Францією (2:3), але і цього разу з групи його команді вийти не вдалось.
Остання гра в рамках того турніру, 9 червня 1984 року в Сент-Етьєні проти збірної Франції, господарів і майбутніх чемпіонів Європи, стала і останньою для Стойковича у збірній. Загалом протягом кар'єри у національній команді, яка тривала 8 років, провів у її формі 32 матчі, забивши 1 гол.

## Титули і досягнення

### Командні
- Чемпіон Югославії (3):

«Партизан»: 1975/76, 1977/78, 1982/83
- Володар Кубка Франції (1):

«Монако»: 1984/85
- Володар Суперкубка Франції (1):

«Монако»: 1985
- Володар Кубка Мітропи (1):

«Партизан»: 1977/78
- Чемпіон Європи (U-21): 1978

### Особисті
- Футболіст року в Югославії: 1978